# 戦え原始人
『戦え原始人』（たたかえげんしじん）は、データイーストから発売されたゲームソフトのシリーズ。データイースト製は全4作品だが、2022年にはフランスでリメイク作が開発・発売された。

## JOE&MAC 戦え原始人
1991年にデータイーストから発売されたアーケードゲーム。『戦え原始人』シリーズの第1作。12月6日にはスーパーファミコンに移植されコンシューマゲームとしても発売され、データイーストのスーパーファミコンソフト最初のタイトルでもある。スーパーファミコン版は2021年5月26日より『スーパーファミコン Nintendo Classics』にて配信開始。
2人同時プレイを採用しており、1Pはジョー、2Pはマックに充てられている。本作独自のシステムとして、2P SUPER GAMEと呼ばれるプレイヤー同士の対戦が可能なモードが設けられている。
日本ではスーパーファミコン用ゲームとして知られるが、海外ではアーケードゲームの他にもSEGA Genesis（メガドライブ）やAmigaなど複数のコンシューマ機に移植されている。

## 戦え原始人2 ルーキーの冒険
1992年12月18日にデータイーストから発売されたスーパーファミコン用ゲームソフト。スーパーファミコンでの『戦え原始人』シリーズの第2作目。2012年1月17日よりプロジェクトEGGにて配信、2022年5月27日には『Super Nintendo Entertainment System - Nintendo Classics』にて配信開始。
今作のプレイヤーキャラクターはルーキーである。敵にやられると猿の姿になり、この状態で再度敵にやられるとミスとなる。残機数が0のときにミスするとゲームオーバーとなる。また今作にはパスワード機能があり、パスワードを入力すれば続きからプレイすることができる。
海外版はCongo's Caperと言う別のゲームとして発売された。

### ステージ
全6ステージ構成で、エリアは各4面となっている。エリアの最終面にはボスが待ち構えており、これを倒すことでステージクリアとなる。ボスを倒すとダイヤモンド（大）が出現する（最終ステージを除く）。

### アイテム
ダイヤモンド（小）
100集めると残機数が1上がる。
ダイヤモンド（大）
残機数が1上がる。
水色の箱
取るとスロットが回転する。3つとも同じ絵柄がそろえば何かが起こる。
赤い玉
猿の状態で取るとルーキーに戻る。ルーキーの姿で3つ取ると、ルーキーの髪が金色になり、ジャンプ力が増す。

## 戦え原始人3 主役はやっぱりJOE&MAC
1994年にデータイーストから発売されたスーパーファミコン用ゲームソフト。2012年7月31日よりプロジェクトEGGにて配信。また、2019年9月6日配信開始のNintendo Switchのオンラインサービスの特典ソフト『スーパーファミコン Nintendo Classics』に収録された。
第1作目に登場したジョーとマックが再びプレイヤーキャラクターとして操作できるようになった。前作主人公のルーキーは絵として登場している。2人同時プレイが可能で、1Pはジョー、2Pはマックを操作する。第1作目にあった「2P SUPER GAME」（プレイヤー間による武器の殴り合いが可能なモード）はなくなっている。
今作ではアクションステージに加えて村の探索やアイテムの購入と言った要素が追加されている。また、女性キャラと結婚して家庭を持ったり（子供も生まれる）、自宅を改築する事も可能となっており、エンディングにも影響する。

### ストーリー
昨日の夜、フーバーという男が、村の冠を盗んで逃走した。そこで長老はジョーに対し、冠を取り戻すよう命令した。とある村人によれば、フーバーは城に居座っており、そこへ行くためには「レインボーストーン」というアイテムが必要であるとのこと。

## JOE&MAC リターンズ
1994年にデータイーストから発売されたアーケードゲーム。アーケードゲームでの第2作目であり、『戦え原始人』シリーズの最終作。
2人同時プレイが可能かつ1Pがジョーで2Pがマックなのはアーケード版の第1作と同じだが、ゲームジャンルが横スクロールアクションゲームから固定画面アクションゲームに変更されている、同社から発売された「ダイエットGOGO」のゲームシステムを一部変更し流用したもの。
また、雑魚キャラクターとして『ファイターズヒストリー』の溝口誠が登場する。

## New Joe & Mac - Caveman Ninja
2022年11月にフランスのゲーム会社Microidsから発売されたシリーズ第1作のリメイク作。日本未発売。当初はSteam版が日本語に対応すると発表されていたが、2023年7月現在対応はしていない。
グラフィックはオリジナルから一新されており、アーケードモードに加えてエクステンドモードが用意されている。2人での協力プレイも可能。更にトレーニングモード、 ボスラッシュモード、スコアアタックモード、そしてスピードランモードが追加されている。